# Kurutlu Kaytalı
Le Kurutlu Kaytalı (ou Kurutlu Kaytalı de Kırşehir) est une race de petit chevaux de selle et de bât originaire de la région de Kırşehir, en Anatolie centrale, dans la Turquie. Elle s'est très probablement éteinte au début du XXIe siècle

## Histoire
La race a été sélectionnée en Anatolie centrale, à partir du poney anatolien,.

## Description
L'unique photo d'un représentant de la race, prise par le Dr Ertuğrul Güleç, est celle d'un petit cheval de robe bai-brun.

## Utilisations
Il servait à la monte, et comme cheval de bât,. 

## Diffusion de l'élevage
Le Kurutlu Kaytalı est surtout élevé dans la région de Kırşehir, en Anatolie centrale. La race est probablement éteinte ou au bord de l'extinction au début du XXIe siècle, cette menace étant signalée dès 2005,,.  En 2012, le Dr Orhan Yılmaz a demandé la mise en place d'une étude de caractérisation de la race et de mesures de conservation in situ et ex-situ immédiates.